# Sam Coon

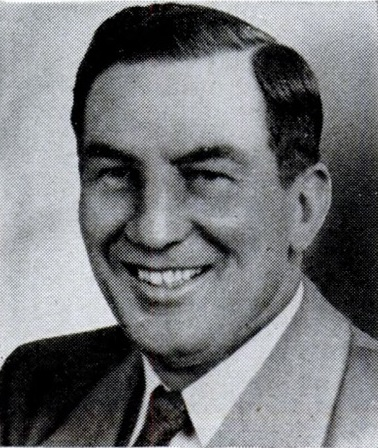
Sam Coon

Samuel Harrison „Sam“ Coon (* 15. April 1903 in Boise, Idaho; † 8. Mai 1980 in Laguna Hills, Kalifornien) war ein US-amerikanischer Politiker. Zwischen 1953 und 1957 vertrat er den zweiten Wahlbezirk des Bundesstaates Oregon im US-Repräsentantenhaus.

## Werdegang
Sam Coon besuchte die öffentlichen Schulen seiner Heimat und studierte dann bis 1925 an der University of Idaho in Moscow. Danach war er in verschiedenen Berufen tätig. Unter anderem war er Bankangestellter, Vorarbeiter einer Schafzucht und Angestellter in einem Bergbauunternehmen. Zwischen 1929 und 1950 betrieb er im Baker County in Oregon eine Ranch, auf der er Rinder züchtete. In dieser Gegend war er von 1941 bis 1945 auch Leiter der Bodenschutzkommission (Soil Conservation). Zwischen 1951 und 1952 engagierte sich Coon auf dem Immobilienmarkt.
Politisch war er Mitglied der Republikanischen Partei. Von 1951 bis 1953 gehörte er dem Senat von Oregon an. Bei den Kongresswahlen des Jahres 1952 wurde Samuel Coon in das US-Repräsentantenhaus gewählt, wo er am 3. Januar 1953 die Nachfolge von Lowell Stockman antrat. Nach einer Wiederwahl im Jahr 1954 konnte Stockman bis zum 3. Januar 1957 zwei Legislaturperioden im Kongress absolvieren. Bei den Wahlen des Jahres 1956 verlor er knapp gegen Al Ullman von der Demokratischen Partei.
Zwischen 1957 und 1959 war Sam Coon im Vorstand der Vereinigung für Internationale Zusammenarbeit (International Cooperation Administration) in Lima (Peru). Danach zog er sich in den Ruhestand zurück, den er im kalifornischen Laguna Hills verbrachte, wo er 1980 verstarb. Samuel Coon war seit 1937 mit Opal Kerfort verheiratet.